# Rhagodira lindbergi
Rhagodira lindbergi  es una especie de arácnido  del orden Solifugae de la familia Rhagodidae.

## Distribución geográfica
Se encuentra en Afganistán.